# Pyramids FC
Az Pyramids Football Club (arabul: نادي بيراميدز لكرة القدم, angolul: Pyramids Football Club) az egyiptomi labdarúgó-bajnokság első osztályában szerepel. Székhelye Aszjút városában található.

## Története

### Az Al-Aszjuti Sport korszak (2008–2018)
Az Al-Aszjuti Sport labdarúgócsapatát 2008-ban alapították a Nílus völgyében található Aszjút városában és 2014-ben feljutott az élvonalba.

### Turki Al-Sejk–éra
2018 nyarán Turki Al-Sejk felvásárolta az Al-Aszjutit. Az Al-Ahli volt vezetőedzője, Hosszám E-Bádrí lett a klubelnök. Megváltoztatták a klub nevét és logóját. Angol nevet választottak a klubnak, így lett Pyramids. A játékos vásárlásra 26.1 millió eurót áldozott Keno, Carlos Eduardo, Rodriguinho, Ribamar és Arthur játékjogának megszerzésére. Kenót egyiptomi rekordnak számító összegért igazolták le. A vezetőedző a korábban az Athletico PR-t, a Palmeirast és a Botafogót is irányító brazil Alberto Valentim, a szaktanácsadó a volt mexikói és Costa Rica-i szövetségi kapitány, az argentin Ricardo La Volpe lett, a szakfelügyelői székbe Egyiptom egyik labdarúgó-legendája, Ahmed Haszán ült be.

## Az egyesület nevei
- Al-Aszjuti Sport (2008–2018)
- Pyramids FC (2018-tól)

## Jelenlegi keret
| #  |        | Poszt | Név                 |
| -- | ------ | ----- | ------------------- |
| 1  | EGY    | K     | Al-Mahdy Soliman    |
| 2  | EGY    | V     | Ahmed Ayman Mansour |
| 3  | EGY    | V     | Abdallah Bakry      |
| 4  | EGY    | V     | Omar Gábir          |
| 5  | EGY    | V     | Ali Gabr            |
| 6  | EGY    | KP    | Mohamed Fathi       |
| 7  | Brazil | CS    | Carlos Eduardo      |
| 8  | Brazil | KP    | Rodriguinho         |
| 9  | GER    | CS    | Dani Schahin        |
| 10 | Brazil | CS    | Keno                |
| 11 | EGY    | KP    | Mohamed Magdy       |
| 12 | EGY    | KP    | Ahmed Tawfik        |
| 14 | EGY    | KP    | Nabil Dunga         |
| 17 | EGY    | KP    | Mohammed Fárúk      |

| #  |        | Poszt | Név               |
| -- | ------ | ----- | ----------------- |
| 19 | EGY    | KP    | Mohannad Lashin   |
| 20 | EGY    | KP    | Mohamed Rezk      |
| 22 | EGY    | V     | Hamada Tolba      |
| 23 | EGY    | V     | Islam Seyam       |
| 25 | EGY    | K     | Ahmed Daador      |
| 27 | EGY    | KP    | Ahmed Afifi       |
| 34 | EGY    | KP    | Mohamed Karim     |
| -- | EGY    | K     | Ahmed El-Shenawy  |
| -- | EGY    | V     | Mohamed Hamdy     |
| -- | EGY    | V     | Ragab Bakkar      |
| -- | EGY    | KP    | Nasr Mansi        |
| -- | EGY    | V     | Sherif Daboo      |
| -- | Szíria | V     | Omar Midani       |
| -- | EGY    | KP    | Adelaziz El-Shaer |

## Edzők
- Alberto Valentim (2018)
- Ricardo La Volpe (2018)
- Hossam Hassan (2018–2019)
- Ramón Díaz (2019)
- Sébastien Desabre (2019)
- Abdel Aziz Abdel Shafy (2019, megbízott)
- Ante Čačić (2019–2020)
- Rodolfo Arruabarrena (2020–2021)
- Tákisz Góniasz (2021–)